# جما ردگریو
جما ردگریو (انگلیسی: Jemma Redgrave؛ زادهٔ ۱۴ ژانویهٔ ۱۹۶۵) بازیگر اهل بریتانیا است.
از فیلم‌ها یا برنامه‌های تلویزیونی که وی در آن نقش داشته‌است می‌توان به هواردز اند، زنبوردار و برامول اشاره کرد.